# Antônio Filipe, Duque de Montpensier
Antônio Filipe de Orleães, duque de Montpensier (Antoine Philippe d'Orléans; Paris, 3 de julho de 1775 - Berkshire, 18 de maio de 1807), foi um príncipe da Casa de Orleães e ostentou o título de duque de Montpensier.
Era filho de Luís Filipe II, Duque de Orleães, condenado à guilhotina e executado durante o Terror da Revolução Francesa, e irmão do futuro rei Luís Filipe I de França.